# Campionati del mondo di ciclismo su strada 2018 - Gara in linea femminile Junior
La gara in linea femminile Juniors dei Campionati del mondo di ciclismo su strada 2018 si è svolta il 27 settembre 2018 con partenza da Rattenberg ed arrivo ad Innsbruck, in Austria, su un percorso totale di 70,8 km. L'austriaca Laura Stigger ha vinto la gara con il tempo di 1h56'26" alla media di 36,484 km/h, argento alla francese Marie Le Net e a completare il podio la canadese Simone Boilard.
Presenti alla partenza 102 cicliste, di cui 93 sono arrivate al traguardo.

## Squadre partecipanti
| N.    | Cod. | Squadra       |
| ----- | ---- | ------------- |
| 1-4   | ITA  | Italia        |
| 5-9   | NED  | Paesi Bassi   |
| 10-14 | GBR  | Gran Bretagna |
| 15-19 | FRA  | Francia       |
| 20    | BEL  | Belgio        |
| 21-22 | SWE  | Svezia        |
| 23-26 | GER  | Germania      |
| 27-30 | POL  | Polonia       |
| 31-34 | NOR  | Norvegia      |
| 35    | LTU  | Lituania      |
| 36-37 | AUS  | Australia     |
| 38-39 | ERI  | Eritrea       |
| 40-44 | RUS  | Russia        |
| 45-47 | CZE  | Cechia        |
| 48-51 | KAZ  | Kazakistan    |
| 52-53 | HKG  | Hong Kong     |
| 54-55 | NZL  | Nuova Zelanda |
| 56-57 | JPN  | Giappone      |
| 58    | COL  | Colombia      |

| N.     | Cod. | Squadra     |
| ------ | ---- | ----------- |
| 59-60  | BLR  | Bielorussia |
| 61-64  | USA  | Stati Uniti |
| 65-66  | UKR  | Ucraina     |
| 67-70  | DEN  | Danimarca   |
| 71-74  | AUT  | Austria     |
| 75-77  | SVK  | Slovacchia  |
| 78-80  | SUI  | Svizzera    |
| 81-82  | LAT  | Lettonia    |
| 83-86  | ESP  | Spagna      |
| 87     | CHI  | Cile        |
| 88-89  | SLO  | Slovenia    |
| 90-91  | RSA  | Sud Africa  |
| 92-95  | CAN  | Canada      |
| 96     | ISR  | Israele     |
| 97-98  | IRL  | Irlanda     |
| 99-100 | CRO  | Croazia     |
| 101    | MAC  | Macao       |
| 102    | LUX  | Lussemburgo |

## Classifica (Top 10)
| Pos. | Corridore         | Squadra   | Tempo    |
| ---- | ----------------- | --------- | -------- |
| 1    | Laura Stigger     | Austria   | 1h56'26" |
| 2    | Marie Le Net      | Francia   | s.t.     |
| 3    | Simone Boilard    | Canada    | s.t.     |
| 4    | Barbara Malcotti  | Italia    | s.t.     |
| 5    | Jade Wiel         | Francia   | a 14"    |
| 6    | Vittoria Guazzini | Italia    | s.t.     |
| 7    | Camilla Alessio   | Italia    | a 29"    |
| 8    | Aigul Gareeva     | Russia    | a 56"    |
| 9    | Mie Saabye        | Danimarca | a 1'52"  |
| 10   | Maina Galand      | Francia   | s.t.     |